# Jorge Humberto Martínez
Jorge Humberto Martínez Correa (Jardín, 5 november 1975) is een voormalig Colombiaans wielrenner, die actief was als beroepsrenner.

## Belangrijkste overwinningen
2002
- 3e etappe Ronde van Colombia

2004
- Pan-Amerikaans kampioenschap op de weg, elite

2005
- 9e etappe Ronde van Colombia

2006
- 2e etappe Ronde van Valle del Cauca
- 7e etappe deel A Ronde van Oaxaca

2009
- 1e etappe Clásico RCN (ploegentijdrit)

2013
- 1e etappe Clásico RCN

Cortés · Cruz · Duprey · Font · González · Jaime · Martínez · Matei · Navarro · Pulgarin · Sánchez · Vidal · Zapata
- WorldCat: E39PBJmP7dhWbDDrRK7H7pR7pP